# Nya Elementar
Nya Elementar är en kommunal grundskola i Åkeshov i västra Stockholm. Skolan fick sitt namn 1968 och är en efterföljare till Nya elementarskolan,
Skolans organisation utgörs av sju arbetslag i årskurserna F–9 inklusive anpassad grundskola; totalt har skolan cirka 150 anställda och 1000 elever.

## Organisation

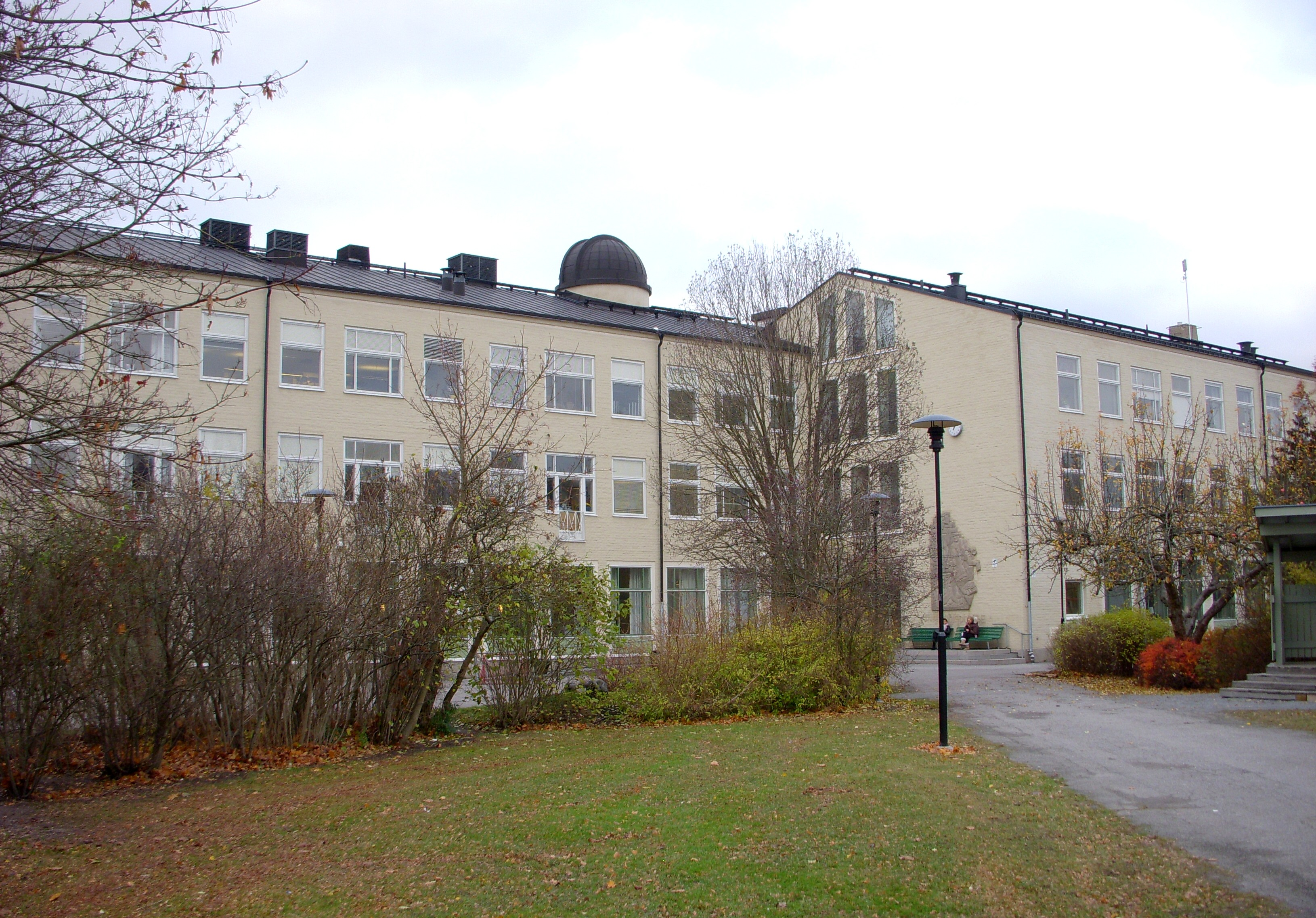
Nya Elementar, byggnad, 2009

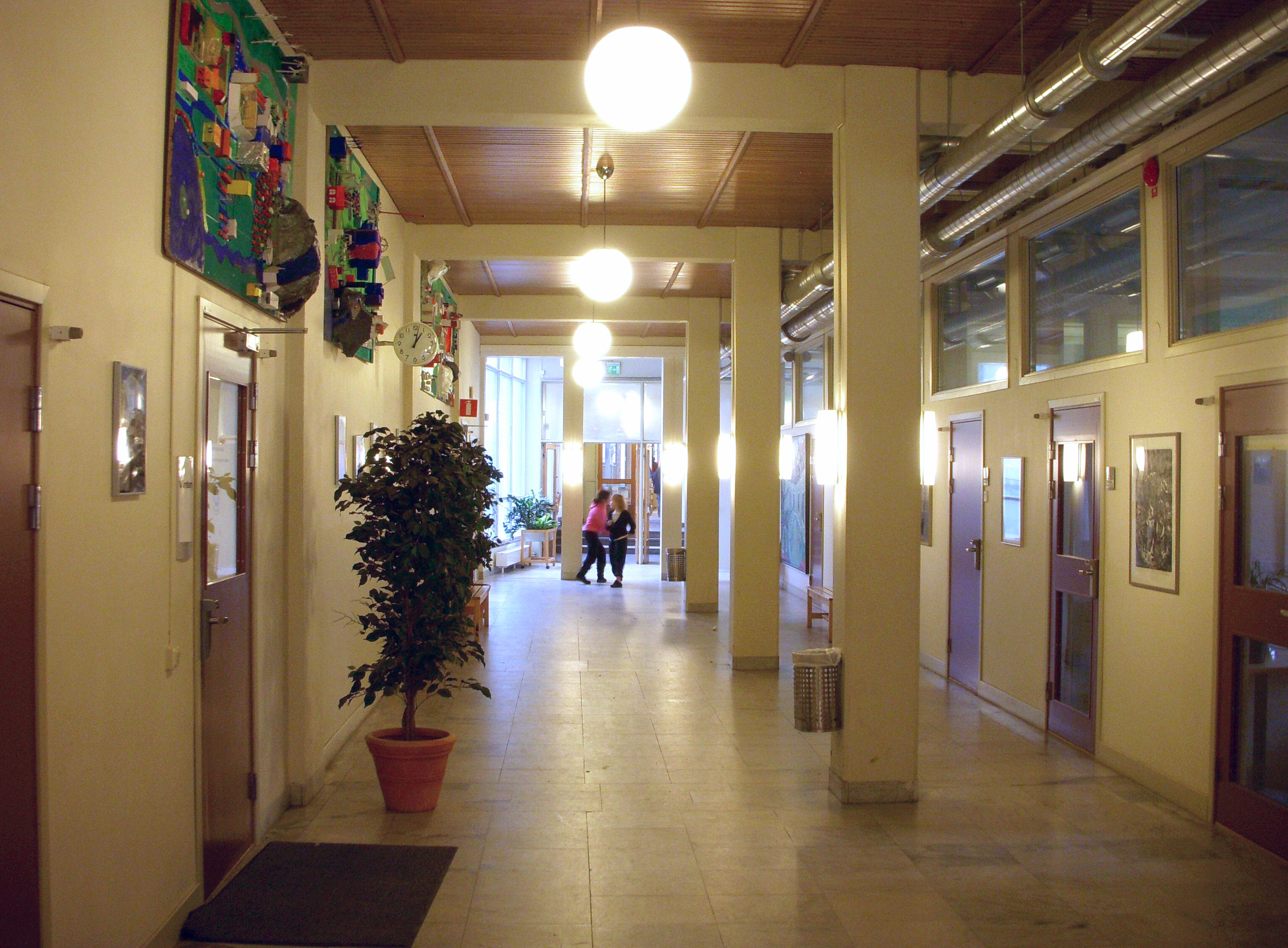
Nya Elementar, interiör, 2009

Nya Elementar är en F–9-skola med tillhörande anpassad grundskola. Skolan är uppdelad i arbetslag med egna hemvisten som leds av respektive biträdande rektor.
Arbetslagen är fördelade på följande sätt:
- Vintergatan (årskurs F–3)
- Lyran (årskurs 4–6)
- Castor och Pollux (årskurs 7–9)
- Mira (anpassad grundskola årskurs F–9)
- Bromma Resursskola
- Zenit (skolans administrativa arbetslag)
- Satelliten (fritidsklubb för Lyran och Mira)

## Vision
- "På Nya Elementar ska varje elev känna att det som sker i undervisningen är så viktigt att det kan/vill man inte missa."
- "På Nya Elementar ska varje elev trivas, känna sig accepterad samt acceptera andra."[1]

## Utmärkelser
I oktober 2005 fick Nya Elementar Stockholms stads kvalitetsutmärkelse tillsammans med Jensen Gymnasium. Hösten 2007 tilldelades skolan kvalitetsutmärkelsen för andra gången, denna gång som ensam pristagare, och blev därigenom den enda pristagaren som tilldelats kvalitetsutmärkelsen två gånger. Hösten 2008 tilldelades Nya Elementar Bättre Skola av Institutet för Kvalitetsutveckling (SIQ) som en av två skolor i Sverige.

## Historik

### Nya Elementar i Åkeshov (1967–1991)

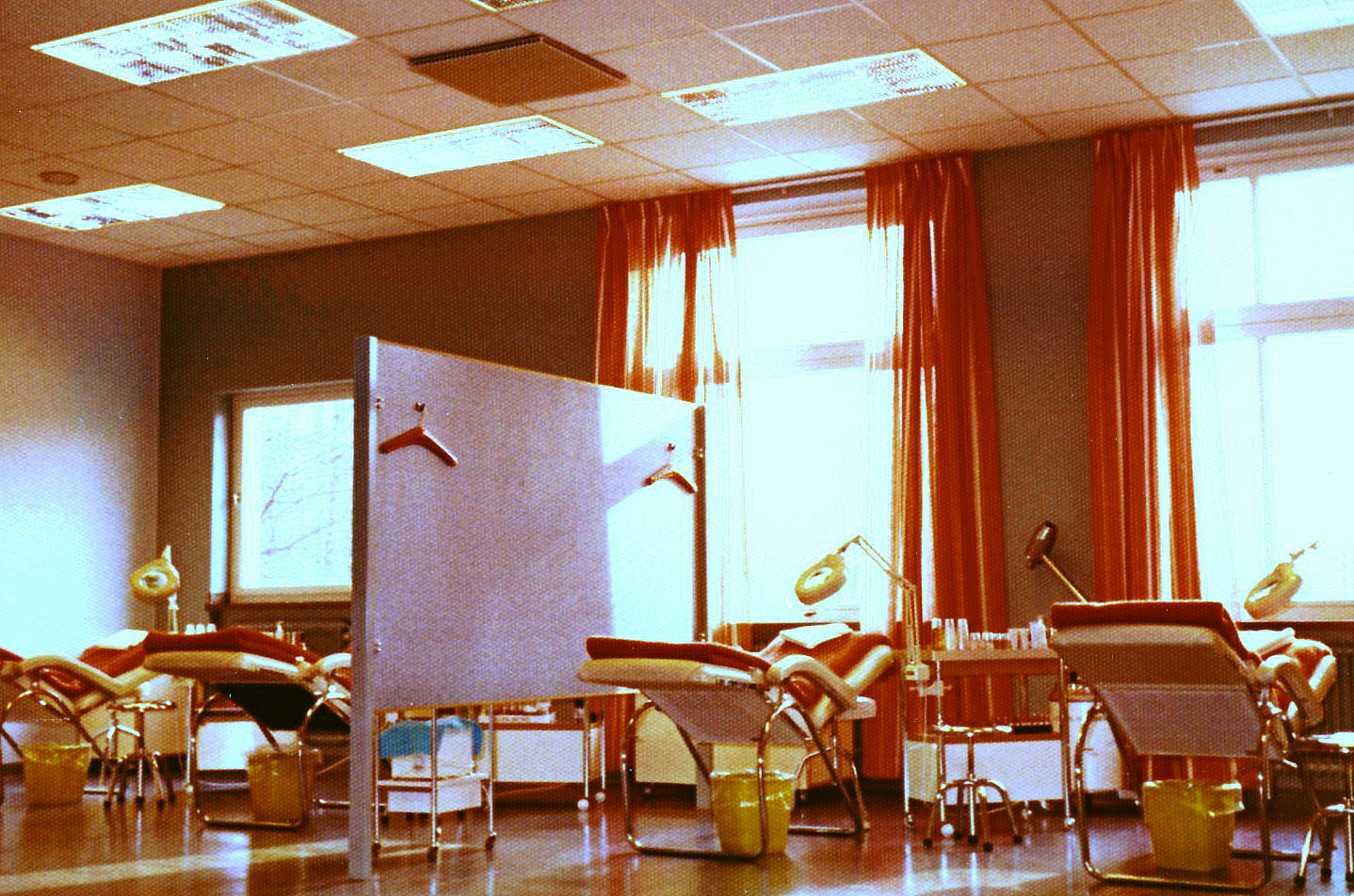
Kosmetologutbildningen 1975.

När läroverksutbildningen upphörde 1968 ombildades skolan till gymnasieskola. Under 1970- och 1980-talen fanns vid skolan  naturvetenskaplig, humanistisk, samhällsvetenskaplig och social linje, liksom utbildningar för optiker, kosmetologer och badmästare.

### Evakueringsskola (1991–1998)
1991 ansågs det att elevunderlaget inte längre var tillräckligt stort för att skolan skulle kunna fortsätta som egen enhet. Nya Elementar blev då en del av Blackebergs gymnasium. Under ett par år användes skolbyggnaden som evakueringsskola, bland annat för Kungsholmens gymnasium och för Södra Latin. Därefter stod lokalerna tomma, mycket var slitet och förstört. Byggnaden var mögelskadad och det såg länge ut som Nya Elementars historia hade nått sitt slut.

### Renovering och nystart (1999–2002)
Samtidigt som underlaget för gymnasieelever minskade så ökade underlaget för grundskoleelever kraftigt i Bromma. Alla elever fick inte längre plats i de befintliga grundskolorna och behovet efter ytterligare en grundskola var akut. Staden och stadsdelen valde då att göra en satsning på Nya Elementars gamla lokaler. Byggnaden krävde en total ombyggnad och renovering för att kunna fungera som modern F-9-skola. I samråd med stadsantikvarien, som bevakat arkitekturens ursprungliga kvalitéer, har skolan sedan 1999 totalrenoverats och restaurerats. 2002 stod de nya lokalerna klara.
Nya Elementar återöppnade som grundskola 1999 och flyttade in i de nyrenoverade lokalerna 2002.

## Rektorer
Bland skolans tidigare rektorer märks: 
- Sven H. Gullman 1986–

## Kända personer som varit elever på Nya Elementar
- Lars Ohly
- Lennart "Hoa-Hoa" Dahlgren
- Edward Blom
- Pascal Simpson